# Гораван
Гораван (вірм. Գոռավան) — село в марзі Арарат, у центрі Вірменії. Село розташоване за 8 км на північ від міста Арарат та межує з південно-східною частиною міста Веді. Поруч із селом розташований Гораванський державний природний заповідник.